# Sofi Tukker
Sofi Tukker — музичний дует, який базується у Флориді, до складу якого входять Софі Хоулі-Велд і Такер Халперн. Вони найбільш відомі піснями «Drinkee», «Best Friend» і «Purple Hat». «Best Friend» був представлений у рекламі під час презентації Apple iPhone X, а «Drinkee» номінований на Греммі у 2017 році. У грудні 2018 року їхній альбом Treehouse номінований на Греммі як найкращий танцювальний/електронний альбом.

## Історія
Sofi Tukker — дует Софі Хоулі-Велд і Такера Халперна.
Софі Хоулі-Велд народилася у Франкфурті, Німеччина, і виросла в сільській місцевості Канади та Атланті. Потім вона відвідувала Адріатичний коледж Об'єднаного світу, UWC в Дуйно, Італія.
Такер Халперн народився в Брукліні, штат Массачусетс. Його як баскетболіста завербували основні баскетбольні школи Дивізіону I, а потім він опинився в Університеті Брауна, де грав три роки та був капітаном протягом року. Через хворобу він змінив кар'єру, став діджеєм і закохався в музику.
Халперн і Хоулі-Велд вперше зустрілися в Університеті Брауна у 2014 році в художній галереї, де виступала Хоулі-Велд, і Халперн підійшов до неї. Тут вони почали разом писати та виконувати пісні.
Sofi Tukker випустили мініальбом Soft Animals 8 липня 2016 року. Мініальбом включає «Drinkee», «Matadora», «Awoo», «Déjà Vu Affair», «Moon Tattoo» і «Hey Lion».
Їхня пісня «Drinkee» з мініальбому Soft Animals була номінована на Греммі 2017 року за найкращий танцювальний запис.
24 квітня 2020 року австралійська радіостанція Triple J презентувала нову пісню, створену дуетом під назвою «When The Rona's Over», як частину музичного завдання щодо самоізоляції COVID-19 під назвою Quarantune.
Sofi Tukker почали виступати як діджеї, перебуваючи вдома через спалах COVID-19, і, хоча це не було заплановано, вони продовжували це робити щодня, досягнувши 400 виступів 19 квітня 2021 року. Шоу було розширено на Twitch, Facebook, Discord, Instagram Live. Спільнота фанів, пов'язана з соціальними мережами, відома як «Freak Fam», навіть створила власні канали та влаштовує танцювальні вечірки Zoom під час прямої трансляції.
У лютому 2022 року Sofi Tukker випустила «Original Sin», перший сингл з їхнього майбутнього другого альбому Wet Tennis.
Реліз другого студійного альбому Sofi Tukker Wet Tennis запланований на 29 квітня 2022 року.

## Дискографія

### Студійні альбоми
- Treehouse (2018)
- Wet Tennis (2022)

### Мініальбоми
- Soft Animals (2016)
- Spotify Singles (2018)
- Dancing on the People (2019)